# Княженика обыкновенная
Княжени́ка, или костяни́ка аркти́ческая, или мали́на аркти́ческая (лат. Rúbus árcticus) — травянистое растение, вид рода Малина семейства Розовые (Rosaceae).

## Название
Известно множество русских народных названий растения, в том числе поляника, мамура, поленика, полянина, костянка, хохлушка, полуденица.
Согласно энциклопедическому словарю Брокгауза и Ефрона, в конце XIX века название княженика также применялось к красной смородине (лат. Ríbes rúbrum).

## Ботаническое описание

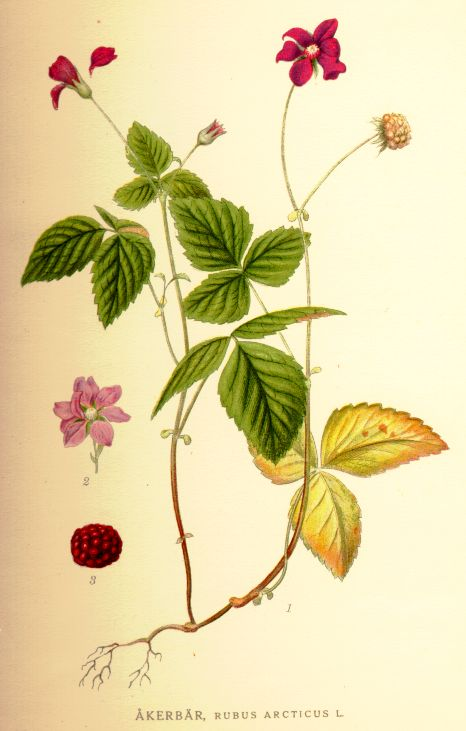

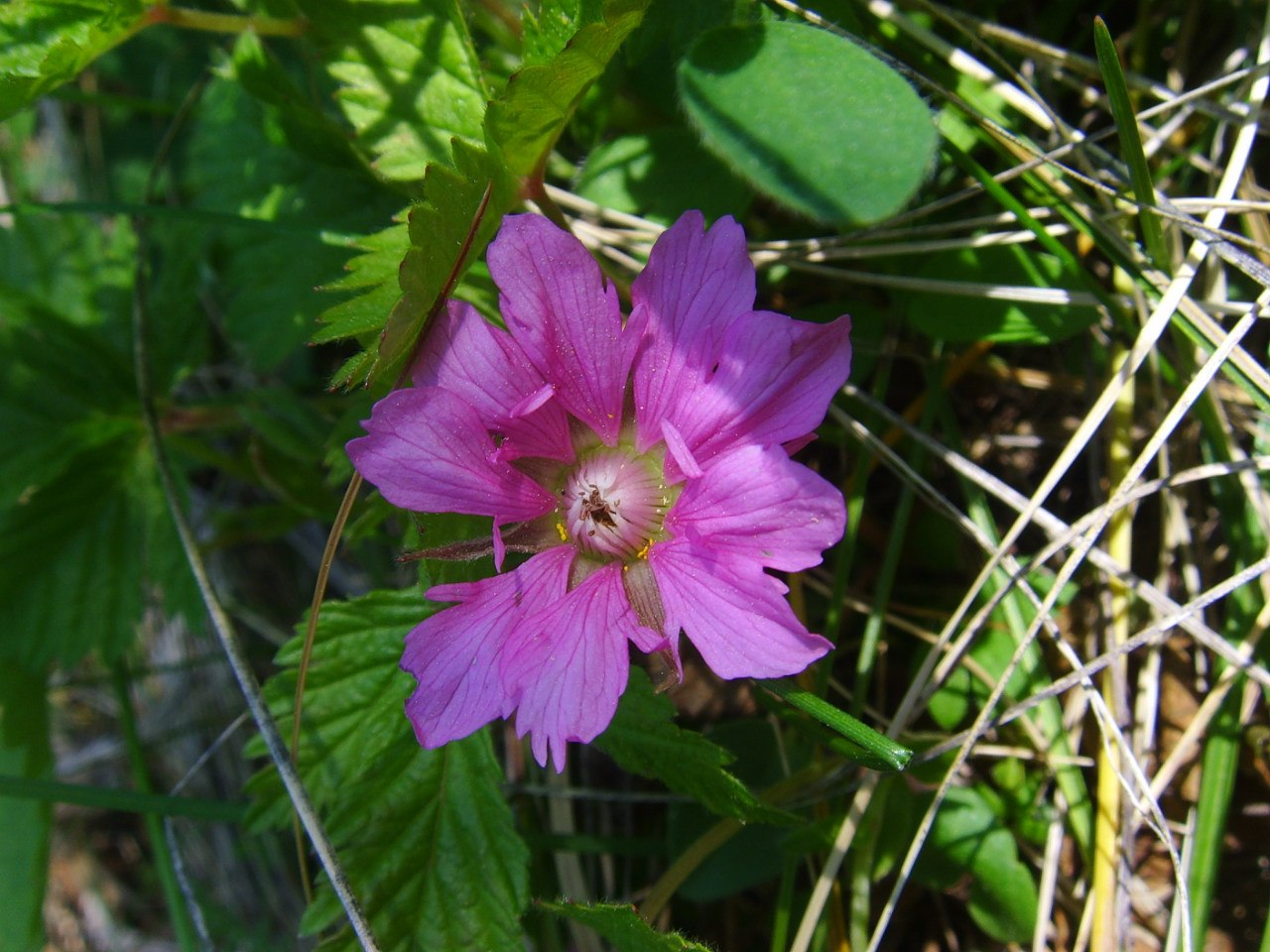
Цветок

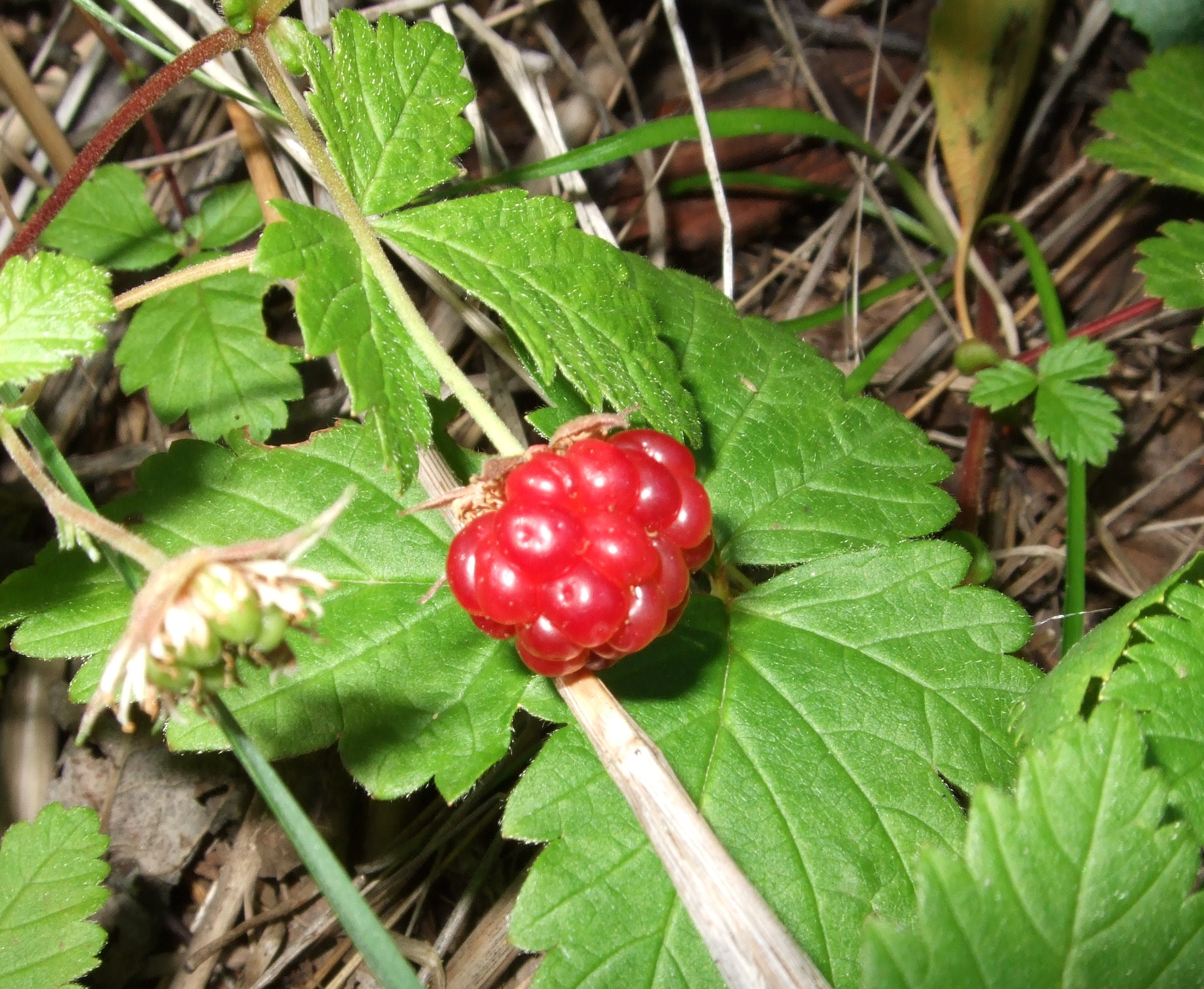
Ягода

Травянистый многолетник до 30 см высотой.
Корневище длинное, тонкое, ползучее, деревянистое, расположенное на глубине 15—25 см.
Листья тройчатые, зелёные.
Цветки одиночные, верхушечные, с пятью лепестками, тёмно-розового цвета. Раскрываются они с конца мая. Цветение княженики растянуто по времени на 25—35 дней: в июле можно встретить и плодоносящие, и цветущие растения.
Плод — сочная многокостянка, в зрелом виде сладкая на вкус, по величине и форме похожа на обыкновенную малину, но цвет её более сложный. Аромат спелых ягод напоминает ананас.

## Распространение и экология
Растение распространено в холодной и умеренной зонах Северного полушария: Северной Америке, Канаде, Финляндии, Швеции, Норвегии и России. Произрастает в лесах, на разнотравных лугах, по берегам ручьёв и рек, в зарослях кустарников, на болотах и тундрах, до 1200 м над уровнем моря.
Княженика обыкновенная — официальная цветочная эмблема шведской провинции Норрботтен.

## Химический состав
В плодах княженики содержатся углеводы, 5—7 % сахаров (глюкоза и фруктоза), 1—2 % лимонной кислоты, яблочная и аскорбиновые кислоты, дубильные вещества, эфирные масла, придающие ягодам вкус ананаса.

## Хозяйственное значение и использование

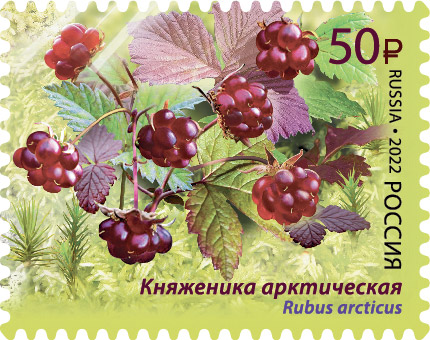
Почтовая марка 2022 год.

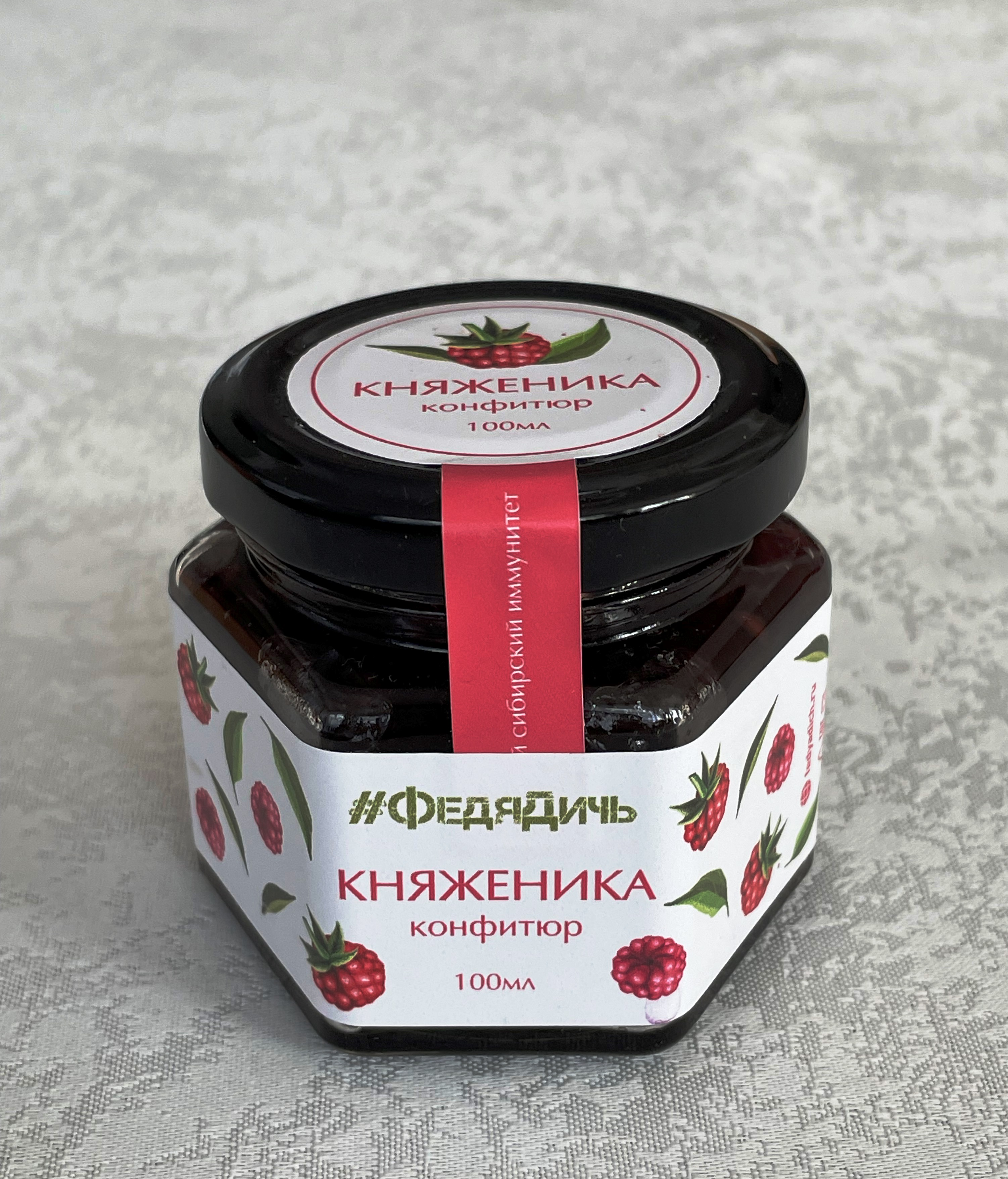
Конфитюр из княженики

Считается лучшей северной ягодой. Употребляется в свежем и переработанном виде. Из ягод делают варенье, джем, соки, наливки, которые в России традиционно назывались мамурками — по народному названию ягоды, ликёры. Из листьев готовят суррогат чая.
В подходящих климатических условиях, преимущественно в северных регионах, выращивается в культуре. Выведены несколько сортов с улучшенными качествами — «Меспи», «Месма», «Пими» (финской селекции) и отечественные «Ялмачин». От межвидового скрещивания с малиной обыкновенной получены гибриды «Хейя» и «Хейса», т. н. «нектарная малина», а в результате гибридизации с костяникой — «Анна», «Беата», «Валентина», «Линда» и «София» (Швеция) со вкусом княженики, но более высокой урожайностью, а также «Астра» и «Аура» из Финляндии.
Сок княженики способствует снижению температуры, утоляет жажду. Рекомендуется как тонизирующее и укрепляющее средство.
Летом и осенью довольно хорошо поедается северным оленем (Rangifer tarandus). Кроме лошадей, поедается всеми видами сельскохозяйственных животных.

## Классификация

### Таксономическое положение
- Rubus arcticus L., 1753, Sp. Pl. : 494

Вид Княженика включается в род Малина (Rubus) семейства Розовые (Rosaceae) порядка Розоцветные (Rosales), последовательно входящего в более крупные клады Фабиды → Розиды → Суперрозиды → Эвдикоты → Цветковые растения. Таксономическая схема в соответствии с Системой APG IV по состоянию на июнь 2024 года:
|  |                          |  |                                   |                                   |                   |  | еще 8 семейств | еще 8 семейств |               |  |                         |  | еще 1 802 подтвержденных вида и 4 889 видов, ожидающих подтверждения | еще 1 802 подтвержденных вида и 4 889 видов, ожидающих подтверждения |  |
|  |                          |  |                                   |                                   |                   |  | еще 8 семейств | еще 8 семейств |               |  |                         |  | еще 1 802 подтвержденных вида и 4 889 видов, ожидающих подтверждения | еще 1 802 подтвержденных вида и 4 889 видов, ожидающих подтверждения |  |
|  |                          |  |                                   | порядок Розоцветные               |                   |  |                |                | род Малина    |  |                         |  |                                                                      |                                                                      |  |
|  |                          |  |                                   | порядок Розоцветные               |                   |  |                |                | род Малина    |  | 3 внутривидовых таксона |  |                                                                      |                                                                      |  |
|  | клада Цветковые растения |  |                                   |                                   | семейство Розовые |  |                |                | вид Княженика |  |                         |  |                                                                      |                                                                      |  |
|  | клада Цветковые растения |  |                                   |                                   |                   |  |                |                |               |  |                         |  |                                                                      |                                                                      |  |
|  |                          |  | ещё 63 порядка цветковых растений | ещё 63 порядка цветковых растений |                   |  |                | еще 116 родов  | еще 116 родов |  |                         |  |                                                                      |                                                                      |  |
|  |                          |  |                                   | ещё 63 порядка цветковых растений |                   |  |                |                | еще 116 родов |  |                         |  |                                                                      |                                                                      |  |

### Внутривидовые таксоны
- Rubus arcticus subsp. acaulis (Michx.) Focke
- Rubus arcticus subsp. arcticus
- Rubus arcticus var. stellatus (Sm.) B.Boivin

## Межвидовые гибриды
В природе встречаются гибридогенные виды
- Rubus × neogardicus от скрещивания княженики с Морошкой (Rubus chamaemorus)
- Rubus × castoreus от скрещивания княженики с Костяникой (Rubus saxatilis)